# Mabel Cawthra

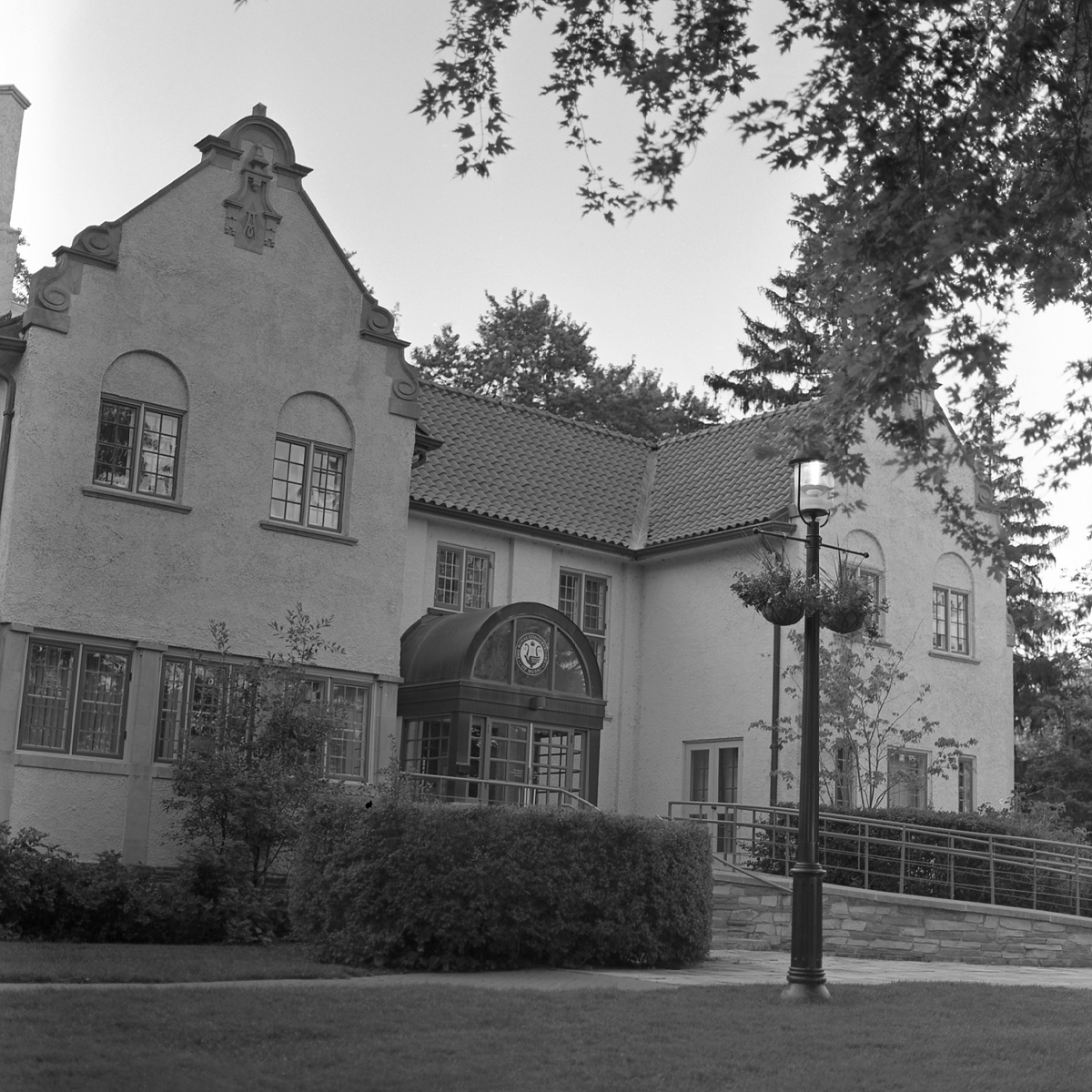
Manoir flamand habité par Mabel Cawthra et Agar Adamson à Port Credit.

Mabel Cawthra Adamson, née en 1871 à Lucerne en Suisse et décédée en 1943 à Mississauga en Ontario, était une peintre et décoratrice canadienne. Elle était active au sein du mouvement Arts & Crafts à Toronto en Ontario.

## Biographie
Mabel Cawthra est née à Lucerne en Suisse en 1871. La famille Cawthra était une riche famille de marchands canadiens. Elle possédait plusieurs propriétés dans l'Ouest de Toronto. Le 15 novembre 1889, elle se maria à Agar Adamson. Peu après leur mariage, Agar Adamson a été envoyé à Halifax en Nouvelle-Écosse pour servir avec The Royal Canadian Regiment of Infantry. Il servit en Afrique du Sud lors de la seconde guerre des Boers avec le Lord Strathcona's Horse.
Mabel commença à être impliquée avec le mouvement Arts & Crafts en Angleterre. De 1902 à 1903, elle étudia à la Guild of Handicrafts de Charles Robert Ashbee à Chipping Campden dans le district de Cotswold.
En 1903, à son retour d'Angleterre, Mabel devint la première présidente de la Society of Arts and Crafts of Canada. Le vice-président était George Agnew Reid, mais plus de la moitié des membres était des femmes. La première exposition de la société s'est tenue à la galerie d'art sur la rue King en 1904. 15 des œuvres de Mabel y étaient exhibées.
En 1905, Mabel fonda la franchise canadienne de la Thornton-Smith Company, une firme britannique de design intérieur. Mabel continua d'être une artiste et une artisane en utilisant la fortune dont elle a hérité et les revenus de la compagnie de design intérieur pour supporter les arts. Elle a été un membre fondateur du Heliconian Club (en) fondé en 1909 en tant qu'association de femmes impliquées dans les arts et les lettres basée à Toronto.
Durant la Première Guerre mondiale, Agar Adamson devint un capitaine au sein du Princess Patricia's Canadian Light Infantry et commanda le régiment de 1916 à 1918. Mabel appuya l'effort de guerre à Londres et travailla avec les réfugiés civils derrière les lignes en Belgique.
De 1912 à 1920, excepté durant la Première Guerre mondiale de 1914 à 1918, Mabel représenta la Canadian Society of Applied Arts sur le conseil d'administration de l'Ontario College of Art. En 1930, sa poterie fut exhibée à l'Exposition nationale canadienne. En 1934, elle devint directrice de la Handcrafts Association of Canada.
Mabel décéda à Port Credit en Ontario en 1943.